# Liste d'écrivains estoniens
Voici une liste d'écrivains écrivant en estonien ou ayant vécu en Estonie.
- Haut – A
- B
- C
- D
- E
- F
- G
- H
- I
- J
- K
- L
- M
- N
- O
- P
- Q
- R
- S
- T
- U
- V
- W
- X
- Y
- Z

## A
- Kai Aareleid (1972)
- Mart Aas (1972)
- J. Abar (Ivan Abarenkov; 1889–1924)
- Harry Abel (1920–1996)
- Valmar Adams (1899–1993)
- Hendrik Adamson  (1891–1946)
- Artur Adson (1889–1977)
- Edvin Aedma (1983)
- Vahur Afanasjev (1979)
- Allan Agrov (1982)
- Kalju Ahven (1921–1946)
- Priit Aimla (1941)
- Keete Ainver (1905–1994)
- Silvia Airik-Priuhka (1926–2014)
- Mihkel Aitsam (1877–1953)
- Esta Aksli (1935–2013)
- Ave Alavainu (1942)
- Johann Friedrich Ernst Albrecht (1752–1814)
- Tiit Aleksejev (1968)
- Andres Allan (1965–1988)
- August Alle (1890–1952)
- Artur Alliksaar (1923–1966)
- Eino Alt (1921–1980)
- Andres Alver (1869–1903)
- Betti Alver (1906–1989)
- Leili Andre (1922–2007)
- Nigol Andresen (Ormi Arp) (1899–1985)
- Hugo Angervaks (1903–1989)
- Aarne Anmann (1957)
- Silver Anniko (1928–1982)
- August Annist (1899–1972)
- Viljar Ansko (1948)
- Ansomardi (1866–1915)
- Heino Anto (1882–1955)
- Lembit Anton (1922–2014)
- Olev Anton (1935–1998)
- Aleksander Antson (1899–1945)
- Jaan Anvelt (1884–1937)
- Leo Anvelt (1908–1983)
- Ott Arder (1950–2004)
- Aulis Aret (1907–1974)
- Friedrich Gustav Arvelius (1753–1806)
- Jim Ashilevi (1984)
- Harri Asi (1922–2009)
- Elisabeth Aspe (1860–1927)
- Aleksander Aspel  (1908–1975)
- Thavet Atlas (1963–)
- Elise Rosalie Aun  (1863–1932)

## B
- Barbarus (1890–1946)
- Boriss Baljasnõi (1957)
- Matt Barker (1979)
- Nikolai Baturin  (1936)
- Georg Beck (1777–1840)
- Aimée Beekman (1933)
- Vladimir Beekman (1929–2009)
- Priidu Beier (1957)
- Veiko Belials (1966)
- Jan Beltrán (1970)
- Bruno Berg (1863–1907)
- Lew R. Berg (1968–2005)
- Maimu Berg (1945)
- Jaan Bergmann (1856–1916)
- Aarne Biin (1942)
- Eduard Bornhöhe (1862–1923)
- Tõnis Braks (1885–1966)
- Friedrich Brandt (1830–1890)
- Mihkel Bravat (Mikk Murdvee; 1980)
- Piret Bristol (1968)
- Reiner Brocmann (1609–1647)
- Villem Buk (1879–1941)

## C
- Tanel Rander; 1980
- Margus Konnula; 1974

## D
- Alide Dahlberg, eesti lastekirjanik (1891–1981)
- Riina Dmohovski, eesti kirjanik (1931–2009)

## E
- Friedrich Wilhelm Ederberg (1859–1939)
- Julie Wilhelmine Ederberg (1861–1897)
- Helen Eelrand
- Eessaare Aadu (Jaan Anvelt; 1884–1937)
- Elle Eha (1941)
- Peep Ehasalu (1966)
- Andres Ehin (1940–2011)
- Kristiina Ehin (1977)
- Jüri Ehlvest (1967–2006)
- Karl Einer (1907–1968)
- Gabriel Eisel (1985)
- Johann Georg Eisen (1717–1779)
- Matthias Johann Eisen von Schwarzenberg (1857–1934)
- Salme Ekbaum (1912–1995)
- Mats Ekman (1865–1934)
- Andrus Elbing (1981)
- Gustav Ellerberg (1830–?)
- Joanna Ellmann (1988)
- Elmo Ellor (1907–1986)
- Eiv Eloon (1945)
- Aama Elwe-Oja (1949)
- Kalju Enniko (1952–2012)
- Ernst Enno (1875–1934)
- Marje Ernits (1948)
- Alide Ertel (1877–1955)
- Eduard Ertis (1915–1994)
- Andry Ervald (1958–2011)
- Erika Esop (1927–1999)
- Urmas Espenberg (1961)
- Maario Essa (1987)

## F
- Friedrich Robert Faehlmann (1798–1850)
- P. I. Filimonov (1975)
- Indrek Mesikepp, François Serpent; 1971)
- Carl Wilhelm Freundlich  (1803–1872)
- Peter Heinrich von Frey  (1757–1833)
- Meelis Friedenthal, (1973)

## G
- August Gailit (1891–1960)
- Gennadi Gerodnik  (1911–2000)
- Berend Gildenmann  (1822–1884)
- Martin Giläus  (1610–1686)
- Hellar Grabbi (1929)
- Jüri Grauberg (1946)
- Ado Grenzstein (1849–1916)
- Sveta Grigorjeva (1988)
- Villem Gross  (1922–2001)
- Otto Grossschmidt  (1869–1941)
- Ivar Grünthal (1924–1996)
- Villem Grünthal-Ridala (1885–1936)
- Eberhard Gutsleff  (suri 1749)
- Heinrich Gutsleff  (1680–1747)
- Johann Gutsleff  (suri 1657)
- Heinrich Göseken  (1612–1681)

## H
- Anna Haava (1864–1957)
- Paul Haavaoks (1924–1983)
- Juhan Habicht (1954)
- Lehte Hainsalu (1938)
- Roopi Hallimäe (1908–1969)
- Merike Hanni (1949)
- Aime Hansen (1962)
- Leopold Hansen  (1879–1964)
- Raimu Hanson (1957)
- Rudolf Hansson (1869–1945)
- Indrek Hargla (1970)
- Airika Harrik (1995–)
- Matthias Friedrich Hasse (1717–1777)
- Marie Heiberg (1890–1942)
- Mehis Heinsaar (1973)
- Gert Helbemäe (1913–1974)
- Henn-Kaarel Hellat  (1932)
- Anton thor Helle (1683–1748)
- Johann Friedrich Heller  (1786–1849)
- Kärt Hellerma (1956)
- Mart Helme (1949)
- Peeter Helme (1978)
- Sass Henno (1982)
- Karl August Hermann  (1851–1909)
- Sirly Hiiemäe (1976)
- Erni Hiir (1900–1989)
- Karl August Hindrey  (1875–1947)
- Kadri Hinrikus (1970)
- Aadu Hint (1910–1989)
- Mari Laaniste; 1977)
- Indrek Hirv (1956)
- Tui Hirv (1984)
- Otto Reinhold von Holtz (1757–1828)
- Johann Hornung (umbes 1660 – 1715)
- August Wilhelm Hupel (1737–1819)
- Andrei Hvostov (1963)
- Viiu Härm (1944)

## I
- Michael Ignatius  (1713–1777)
- Rihhard Iher (1910–1980)
- Ella Ilbak (1895–1997)
- Peep Ilmet (1948)
- Peeter Ilus (1948)
- Väino Ilus  (1929)
- Aapo Ilves (1970)
- Marje Ingel (1972)
- Kaarel Ird  (1909–1986)
- Jaan Isotamm (1939–2014)
- Sulev Iva (1969)
- Inga Ivanova (1961)
- Ivar Ivask (1927–1992)

## J
- Piret Jaaks (1980)
- Andres Jaaksoo (1945)
- Juhan Jaik (1899–1948)
- August Jakobson (1904–1963)
- Carl Robert Jakobson (1841–1882)
- Peeter Jakobson (1854–1899)
- Tiina Jakobson
- Ilmar Jaks (1923)
- Evald Abram Jalak (1903–1974)
- Richard Janno (1900–1942)
- Heinrich Jannsen (1851–1913)
- Johann Voldemar Jannsen (1819–1890)
- Ernst-Aleksander Joll (1902–1935)
- Valter Juhkum (1899–1934)
- Jan Jõemets
- Jaak Jõerüüt (1947)
- Sandra Jõgeva (1976)
- Heldur Jõgioja (1936–2010)
- Evald Jõgis (1927–2010)
- Harri Jõgisalu (1922–2014)
- Jaak Järv (1852–1920)
- Jaan Järvalane (Oskar Lõvi) (1892–1977)
- Merle Jääger (1965)
- Lennart-Hans Jürgenson (1934)
- Marika Jürgenson (1956)
- Ottniell Jürissaar (1924–2014)
- Helvi Jürisson (1928)
- Merike Jürjo (1959)
- Mihkel Jürna (1899–1972)
- Ruth Jyrjo (1969)

## K
- Aira Kaal (1911–1988)
- Ain Kaalep (1926)
- Tõnu Kaalep (1966)
- Valter Kaaver (1904–1946)
- Boris Kabur (1917–2002)
- Mihkel Kaevats (1983)
- Juta Kaidla (1923–1968)
- Holger Kaints (1957)
- Krista Kajar (Eha Pirso; 1943–2013)
- Madde Kalda (1903–1984)
- Mart Kalda (Heino Puhvel; 1926–2001)
- Jüri Kaldmaa (1968)
- Kätlin Kaldmaa (1970)
- Andreas Kalkun (1977)
- Toomas Kall (1947)
- Aino Kallas (1878–1956)
- Ene Kallas (1973)
- Teet Kallas (1943)
- Ain Kalmus (1906–2001)
- Reinhold Kamsen  (1871–1952)
- Bernard Kangermann  (1907–1935)
- Bernard Kangro (1910–1994)
- Maarja Kangro (1973)
- Kalju Kangur (1925–1989)
- Mart Kangur (1971)
- Christian Kannike  (1863–1891)
- Johann Kanswey (1841–1884)
- Jaan Kaplinski (1941)
- Doris Kareva (1958)
- Hille Karm (1949)
- Heldur Karmo (1927–1997)
- Triinu Kartus (1932–2003)
- Urve Karuks (1936–2015)
- Enn Kasak (1954)
- Berit Kaschan (1986)
- Andrus Kasemaa (1984)
- Arno Kasemaa (1915–1999)
- Agu Kask (1906–1977)
- Aleks Kaskneem (1912–1965)
- Asta Kass (1938–1992)
- Kristiina Kass (1970)
- Raimond Kaugver (1926–1992)
- Kauksi Ülle (Ülle Kahusk) (1962)
- Jan Kaus (1971)
- Paul Keerdo (1891–1950)
- Allan Keian
- Andres Keil (1974)
- Heiti Kender (1973)
- Kaur Kender (1971)
- Leo Kerge (1922–1982)
- Mika Keränen (1973)
- Manivald Kesamaa (1921–1985)
- Kalev Kesküla (1959–2010)
- Leida Kibuvits (1907–1976)
- Heino Kiik (1927–2013)
- Sirje Kiin (1949)
- Paul Kilgas (1920–1991)
- Tiina Kilkson (1980)
- Harri Kingo (1955)
- Enn Kippel (1901–1942)
- Georg Kirsberg (1983)
- August Kirsimägi (1905–1933)
- August Kitzberg (1855–1927)
- Mart Kivastik (1963)
- Aita Kivi (1954)
- Kaarel Kivi
- Albert Kivikas (1898–1978)
- Evelin Kivimaa (1974)
- Paavo Kivine (1939)
- Andrus Kivirähk (1970)
- Sven Kivisildnik (1963)
- Veronika Kivisilla (1978)
- Aivar Kivisiv (1963)
- Mario Kivistik (1955)
- Jaanus Kivaste (1975)
- Kalle Klandorf(1956)
- Liis Koger (1989)
- Lydia Koidula (1843–1886)
- Eva Koff (1973)
- Indrek Koff (1975)
- Konstantin Kokla (Otto Oja; 1878–1946)
- Raimond Kolk (1924–1992)
- Ilmi Kolla (1933–1954)
- Marko Kompus (1972)
- Eduard Kook (1912–1991)
- Ott Kool (1930–2000)
- Arvi Kork (1927–1997)
- Vladislav Koržets (1951)
- Igor Kotjuh (1978)
- Kustas Kotsar (1872–1942)
- Felix Kotta (1910–1963)
- Kaarel Kressa (1983)
- Friedrich Reinhold Kreutzwald (1803–1882)
- Tiia Kriisa (1941)
- Kaarel Krimm (1863–1894)
- Jaan Kross (1920–2007)
- Hasso Krull (1964)
- Erni Krusten (1900–1984)
- Pedro Krusten (1897–1987)
- Oskar Kruus (1929–2007)
- Priit Kruus (1981)
- Rein Kruus (1957–1992)
- Kalju Kruusa (1973)
- Jaan Kruusvall (1940–2012)
- Veli Kudres (1903–1967)
- Reet Kudu (1949)
- Friedrich Kuhlbars (1841–1924)
- Aivar Kull (1955)
- Richard Kullerkupp (1891–1931)
- Juhan Kunder (1852–1888)
- Leo Kunnas (1967)
- Kristiine Kurema (1990)
- Kalle Kurg (1942)
- Lembit Kurvits (1954)
- Robert Kurvitz (1984)
- Tamur Kusnets (1975)
- Toomas Kuter (1975)
- Elar Kuus (1899–1988)
- Paul Kuusberg (1916–2003)
- Timotheus Kuusik (1863–1940)
- Madis Kõiv (1929–2014)
- Erkki Kõlu (1970)
- Ahti Kõo (1952)
- Armin Kõomägi (1969)
- Jakob Kõrv (1849–1916)
- Kadri Kõusaar (1980)
- Raissa Kõvamees (1907–1989)
- Henno Käo (1942–2004)
- Jaan Kärner (1891–1958)
- Siim Kärner (1945–2007)
- Kalle Käsper (1952)
- Käsu Hans (?–1715)
- Christoph Michael Königseer (1723–1786)
- Carl Eduard Körber (1802–1883)
- Martin Körber (1817–1893)
- Madis Küla-Nurmik (1890–1969)
- Ilmar Külvet (1920–2002)
- Asko Künnap (1971)
- Heli Künnapas (1982)
- Mall Künnapuu (1913–1988)

## L
- Ilmar Laaban (1921–2000)
- Ilona Laaman (1934–)
- Maiu Laaneoja (1993)
- Helle Laas (1941)
- Riho Lahi (1904–1995)
- Uno Laht (1924–2008)
- Leena Laid-Parker (1902–1942)
- Eerik Laidsaar (1906–1962)
- Einar Laigna-Mühlenbach (1937)
- Herta Laipaik  (1921–2008)
- Leo Laks (1931)
- Meinhard Laks (1928–2008)
- Andres Langemets (1948)
- Ester Laos (1931)
- Jaan Lattik  (1878–1967)
- Margus Lattik (Mathura; 1973)
- Vello Lattik  (1935–2007)
- Märt Laur (1980)
- Gustav Johann Laurentius  (suri 1704)
- Hans Leberecht  (1910–1960)
- Maria Lee (Maria Lee Liivak; 1984)
- Diana Leesalu  (1982)
- Andres Lehestik (1962)
- Harri Lehiste  (1931–1984)
- Tõnis Lehtmets  (1937)
- Uno Leies  (1931–1988)
- Mart Lekstein  (1886–1939)
- Ira Lember    (1926)
- Mae Lender (1981)
- Jana Lepik (1981)
- Kalju Lepik (1920–1999)
- Marta Lepp  (1883–1940)
- Jaan Leppik  (1861–1943)
- Jakob Liiv  (1859–1938)
- Juhan Liiv (1864–1913)
- Rolf Liiv (1979)
- Toomas Liiv (1946–2009)
- Ardi Liives  (1929–1992)
- Juhan Lilienbach  (1870–1928)
- Jakob Heinrich von Lilienfeld (1716–1785)
- Johann Lill  (1854–1914)
- Enn Lillemets (1958)
- Jüri Lina (1949)
- Bernhard Linde  (1886–1954)
- Hendrik Lindepuu (1958)
- Peeter Lindsaar (1906–1990)
- Maimu Linnamägi  (1922–1988)
- Jaan Lintrop  (1885–1962)
- Martin Lipp  (1854–1923)
- Endel Loide (1900–1987)
- Kairi Look (1983)
- Caspar Franz Lorenzsonn  (1811–1880)
- Johann Wilhelm Ludwig von Luce  (1750–1842)
- Ingvar Luhaäär   (1945)
- Georg Eduard Luiga  (1866–1936)
- Juhan Luiga  (1873–1927)
- Hans Luik  (1927)
- Viivi Luik (1946)
- August Lukin  (1888–1942)
- Leho Lumiste (1906–1974)
- Erkki Luuk (1971)
- Oskar Luts  (1887–1953)
- Aivo Lõhmus  (1950–2005)
- Jaan Lõo  (1872–1939)
- Helena Läks (1987)
- Eha Lättemäe  (1922–2012)
- Bernhard Lülle  (1921–1995)

## M
- Einar Maasik  (1929–2009)
- Jana Maasik (1970)
- Juhan Madarik  (1899–1941)
- Jaan Malin (1960)
- Carl Eduard Malm  (1837–1901)
- Mango Hans  (suri 1780)
- Peter August Friedrich Mannteuffel  (1768–1842)
- Iko Maran  (1915–1999)
- Timo Maran (1975)
- Aime Maripuu (1934)
- George Gottfried Marpurg  (1755–1835)
- Jacob Marrasch  (1721–1792)
- Otto Wilhelm Masing (1763–1832)
- Uku Masing (1909–1985)
- Ülo Mattheus (1956)
- Emo Mei (1905–1992)
- Kaupo Meiel (1975)
- Peeter Meisel (1901–1937)
- Triinu Meres (1980)
- Lennart Meri (1929–2006)
- Kersti Merilaas (1913–1986)
- Arne Merilai (1961)
- Riho Mesilane (1949–1993)
- Arvo Mets, eesti päritolu vene luuletaja (1937–1997)
- Lehti Metsaalt (1933–2003)
- Mait Metsanurk (1879–1957)
- Leo Metsar (1924–2010)
- Jaan Metua (1889–1945)
- Ann Mihkelson (1945)
- Ene Mihkelson (1944)
- Henn Mikelsaar (1943)
- Ustav Mikelsaar (1943)
- Ilmar Mikiver (1920–2010)
- Urmas Mikk (1957–1999)
- Alex Milits (1932–2012)
- Voldemar Miller (1911–2006)
- Reed Morn (1898–1978)
- Helgi Muller (1932–1971)
- Kati Murutar (1967)
- Ann Must (1953)
- Mihkel Mutt (1953)
- Kalle Muuli (1958)
- Mats Mõtslane (1884–1956)
- Helmi Mäelo (1898–1978)
- Kristel Mägedi (1981–)
- Arvo Mägi (1913–2004)
- Milla Mägi (1949)
- August Mälk (1900–1987)
- Heljo Mänd (1926)
- Jakob Mändmets (1871–1930)
- Eduard Männik (1906–1966)
- Raimo Männis  (1931)
- Veiko Märka (1964)
- Vassili Mölder (1878–1943)
- Josua Möllenbeck (suri 1650)
- Michael Möllenbeck (1595–1656)
- Georg Müller (suri 1608)
- Otto Münther (1864–1929)
- Mare Müürsepp (1958)

## N
- Yri Naelapea (1896–1969)
- Jaan Nebokat (1844–1909)
- Gunnar Neeme (1918–2005)
- Ellen Niit (1928–2016)
- Endel Nirk (1925)
- Nirti (Triin Põldra; 1988)
- Andrus Norak (1958–2011)
- Dagmar Normet  (1921–2008)
- Peeter Novod (1948–)
- Eduard Nukk (1896–1978)
- Lea Nurkse (1904–1960)
- Minni Nurme (1917–1994)
- Juhan Nurmvee (Johan Feldbach; 1901–1972)
- Enn Nõu (1933)
- Helga Nõu (1934)

## O
- J. Oro (Julius Oengo; 1901–1941(?))
- Kirsti Oidekivi (Kristin Krull)
- Meelis Oidsalu (1978)
- Silvi Oja
- Liisi Ojamaa (1972)
- Ave Ojaste
- Jaan Oks  (1884–1918)
- Gustav Adolph Oldekop (1755–1838)
- Sulev Oll (1964)
- Peeter Org (1849–1908)
- Karen Orlau (Katariina Täht; 1975)
- Virve Osila (1946)
- Alma Ostra-Oinas (1886–1960)
- Loone Ots
- Jaan Otstavel (1843–1889)

## P
- Anna Paas (1895–1975)
- Jaan Paavle (1940–2010)
- Aili Paju (1938)
- Imbi Paju (1959)
- Juhan Paju (1939–2003)
- Rein Pakk (1968)
- Johannes Palm (1896–1970)
- Voldemar Panso (1920–1977)
- Valdo Pant (1928–1976)
- Bruno Pao (1931)
- Jüri Parijõgi (1892–1941)
- Eeva Park (1950)
- Jaan Parv (1867–1899)
- Ralf Parve (1919–2011)
- Anti Pathique (1966)
- Immanuel Pau (1908–1983)
- Ivar Paulson (1922–1966)
- Juhan Peegel (1919–2007)
- Nora Peets (1898–1995)
- Jaan Pehk (1975)
- Peno Alnovo (1902–1938)
- Liisa Perandi (1879–1946)
- Aino Pervik (1932)
- Johann Daniel Petenberg (1830–1858)
- Kristian Jaak Peterson (1801–1822)
- Ernst Peterson-Särgava (1868–1958)
- Johann Christoph Petri (1762–1851)
- Elmar Pettai (1912–2008)
- Carolina Pihelgas (1986)
- Magda Pihla (1908–1989)
- Jüri Piik (1911–1969)
- Milvi Martina Piir (1971)
- Merilin Piirsalu
- Alar Pikkorainen (1968)
- Lauri Pilter (1971)
- Aare Pilv (1976)
- Paul Pinna (1884–1949)
- Ülar Ploom (1955)
- Aivar Pohlak (1962)
- Ketlin Priilinn (1982)
- Linnar Priimägi (1954)
- Lilli Promet (1922–2007)
- Kajar Pruul (1959)
- Holger Pukk (1920–1997)
- Friedrich Puksoo (1890–1969)
- Pulga Jaan (Jaan Pulk; 1947)
- Aarne Puu (1948)
- Moritz Maximilian Põdder (1852–1905)
- Neeme Põder (Monaco; 1976)
- Rein Põder  (1943)
- Helmi Põld (1908–1969)
- Asta Põldmäe (1944)
- Helga Pärli-Sillaots (1912–1939)
- Jakob Pärn (1843–1916)
- Maarja Pärtna (1986)
- Hans Pöögelmann (1875–1938)
- Erik Püvi (1931–1976)

## Q
- Johann Christian Quandt  (1704–1750)

## R
- Arno Raag (1904–1985)
- Salme Raatma (1915–2008)
- Jan Rahman (1975)
- Tauno Rahnu (1969)
- Kalju Rahu (Ferdinand Kool; 1895–1973)
- Juku-Kalle Raid (en) (1974)
- Robert Raid (1915–1978)
- Villem Raid(la) (1884–1937)
- Inga Raitar (1966)
- Helmi Rajamaa (1909–2005)
- Harald Rajamets (1924–2007)
- Ylle Rajasaar (1969)
- Madis Raju (1915–1982)
- Kerttu Rakke (1971)
- Adolf Rammo (1922–1998)
- Helju Rammo (1926–1998)
- Helene Ranna (1898–1946)
- Ain Rannaleet (1904–1943)
- Silvia Rannamaa (1918–2007)
- Jaan Rannap (1931)
- Egon Rannet (1911–1983)
- Vaike Rannet (1925–1999)
- Aleksis Rannit (1914–1985)
- Eno Raud (1928–1997)
- Mart Raud (1903–1980)
- Mihkel Raud (1969)
- Piret Raud (1971)
- Rein Raud (1961)
- Toomas Raudam (1947)
- Aleksander Raudjal (1734–1817)
- Leopold Raudkepp (1877–1948)
- Kuldar K. Raudnask (1965–1985)
- Hugo Raudsepp (1883–1952)
- Sulev Raudsepp (1941)
- Mait Raun (1963)
- Ott Raun (1940)
- Vallo Raun (1935)
- Mauri Raus (1942–1990)
- Helju Rebane (1948)
- Leida Rebane (Leida Kudisiim; 1923)
- Marie Rebane (1912–2004)
- Carl Martin Redlich (1853–1896)
- Rudolf Reiman (1893–1957)
- Katrin Reimus (1961–2009)
- Reeli Reinaus (1977)
- Astrid Reinla (1948–1995)
- Ado Reinvald (1847–1922)
- Maie Remmel (1940)
- Olev Remsu (1947)
- Andres Rennit (1860–1936)
- Villem Ridala (1885–1942)
- Kaur Riismaa (1986)
- Rudolf Rimmel (1937–2003)
- Karl Ristikivi (1912–1977)
- Birk Rohelend (Hele-Riin Moon; 1981)
- Richard Roht (1891–1950)
- Ralf Rond (1893–1981)
- Aarand Roos (1940–)
- Arthur Roose (1903–1929)
- Jürgen Rooste (1979)
- Marek Roots (1976)
- Mati Rosenstein (1945)
- Joachim Rossihnius (umbes 1600 – 1646)
- Aarne Ruben (1971)
- Olavi Ruitlane (1969)
- Arp Rullingo (1913–1942)
- Jaan Rummo (1897–1960)
- Paul Rummo (1909–1981)
- Paul-Eerik Rummo (1942)
- Karl Rumor (1886–1971)
- Hando Runnel (1938)
- Simo Runnel (1977)
- Friedrich Nikolai Russow (1828–1906)
- Valentin Ruškis (1910–2004)
- Christian Rutoff (1879–1940)
- Linda Ruud (1932–2010)
- Johannes Ruven (1902–1942)
- Andrus Rõuk (1957)
- Grethe Rõõm (1976)
- Vambola Rähn (1923–1984)
- Ellinor Rängel (1902–1967)
- Valeria Ränik (1964)
- Adolf Rühka (1878–1901)

## S
- Kalju Saaber (1944)
- Andres Saal (1861–1931)
- Anti Saar (1980)
- Ants Saar (1920–1989)
- Henrik Saar (1903–1944?)
- Juhan Saar (1929–2007)
- Olivia Saar  (1931)
- Veera Saar (1912–2004)
- Triina Saare (1913–2002)
- Rünno Saaremäe (1966–2011)
- Leopold Saarts (1908–1937)
- Mari Saat (1947)
- Mare Sabolotny (1990)
- Edgar V. Saks (1910–1984)
- Georg Saleman (1597–1657)
- Herbert Salu (1911–1988)
- Rein Saluri  (1939)
- Mihkel Samarüütel (1976)
- Evelin Samuel (1975)
- Einar Sanden (1932–2007)
- Kristjan Sander (1977)
- Rein Sander (1945)
- Tõnis Sander (1887–1914)
- August Sang (1914–1969)
- Joel Sang (1950)
- Peeter Sauter (1962)
- Hermann Julius Schmalz (1870–1945)
- Joachim Gottlieb Schwabe (1754–1800)
- Male Schwarz (1925)
- Johann Georg Schwartz (1793–1874)
- Johann Schwelle
- Johann Benjamin Sczibalski (1728–1797)
- Gustav Heinrich Schüdlöffel (1798–1859)
- Mihkel Seeder
- Tõnu Seero (1957–1998)
- Tiia Selli (1959)
- Johannes Semper (1892–1970)
- Tiit Sepa (1964)
- Milvi Seping (1929)
- Arnold Sepp (1908–1979)
- Ene Sepp (1991)
- Rein Sepp (1921–1995)
- Ly Seppel (1943)
- Raivo Seppo (1973)
- Herman Sergo (1911–1989)
- Igor Severjanin (1887–1941)
- Arvi Siig (1938–1999)
- Imre Siil (1957)
- Aleksander Siivas (1922–1967)
- Ilmar Sikemäe (1914–1998)
- Ivar Sild (1977)
- Merle Sild (1960)
- Marta Sillaots (1887–1969)
- Karl Martin Sinijärv (1971)
- Triin Sinissaar (1975)
- Peeter Sink (1902–1957)
- Aristarch Sinkel (1912–1988)
- Aleksander Sipelgas (1885–1937)
- Rudolf Sirge (1904–1970)
- Virgo Sirvi
- Agu Sisask
- Grigori Skulski (1912–1987)
- Juhan Smuul (1922–1971)
- Kerttu Soans (1961)
- Redik Soar (1882–1946)
- Mart Sohberg (1839–1927)
- Jakob Martin Sommer (1860–1897)
- Lauri Sommer (1973)
- Peep Sooman (1978)
- Triin Soomets (1969)
- Ivar Soopan (1971)
- Jaan Speek (1866–1921)
- Heinrich Stahl (u. 1600–1657)
- Victor Julius Stein (1841–1873)
- Peter Andreas Johann Steinsberg (1795–??)
- Hermann Stock (1916–1987)
- Philipp Stramm (1814–1871)
- Lilli Suburg  (1841–1923)
- Harald Suislepp (1921–2000)
- Gustav Suits (1883–1956)
- Heino Susi (1925–1987)
- Aleksander Suuman (1927–2003)
- Suve Jaan (1777–1851)
- Venda Sõelsepp (1923–2006)
- Ilmar Särg (1955)
- Indrek Särg (1966)
- Valter Sääsk
- Karl Eduard Sööt  (1862–1950)
- Peeter Südda (1830–1893)
- Juhan Sütiste  (1899–1945)
- Kulno Süvalep (1929–1996)

## Š
- Jüri Šumakov

## Z
- Tatjana Zrjanina (1910–1998)

## T
- Aleksandra A. T. (1993)
- Agnes Taar (1898–1976)
- Ilmar Talve (1919–2007)
- Mai Talvest (1909–2001)
- Jüri Talvet (1945)
- Malle Talvet (1955)
- Heiti Talvik (1904–1947)
- Aksel Tamm (1923–1987)
- Aksel Tamm (1931)
- Jaanus Tamm (1957–2010)
- Jakob Tamm (1861–1907)
- Laur Tamm (1911–1998)
- Margus Tamm (1977)
- Tiina Tamman (1948)
- August Tammann (1893–1934)
- Henno Tammart (1909–1943)
- Katariina Tammert (1982)
- Agu Tammeveski (1951)
- Katrin Tammik (1945–1999)
- Evald Tammlaan (1904–1945)
- Anton Hansen Tammsaare (1878–1940)
- Jaan Tangsoo (1963)
- Tiit Tarlap (1954)
- Ilmar Taska (1943)
- Aleksander Tassa (1882–1955)
- Tuuli Taul (1986)
- Alma Teder (1908–1990)
- Tarmo Teder (1958)
- Andra Teede (1988)
- Endla Tegova (1922–1987)
- Paul Tekkel
- Endel Tennov (1926–1978)
- Alfred Teppan (1890–1975)
- Arnold Terijõe (1902–1937)
- Aino Thoen (1913–2010)
- Johann Thomasson (1817–???)
- Aino Tigane (1912–1991)
- Leida Tigane (1908–1983)
- Hans Tiismann (1829–1886)
- Romulus Tiitus (1906–1982)
- Gustav Tikerpuu (1888–1913)
- Rostislav Titov (1928)
- Erik Tohvri (1933)
- Aleksander Ferdinand Tombach (1872–1944)
- Donald Tomberg
- Ilmar Tomusk
- Kusta Toom (1892–1973)
- Aino Toomaspoeg (1916)
- Tiia Toomet (1947)
- Tanel Toomik
- Osvald Tooming (1914–1992)
- Elin Toona (1937)
- Rein Tootmaa (1957)
- Mats Traat (1936)
- Elem Treier (1927–2012)
- Karl Trein (1900–1937)
- Karl Treinfeldt (1893–1939)
- Tõnu Trubetsky (1963)
- Uido Truija (1944)
- Ilmar Trull (1957)
- Oskar Truu (1887–1949)
- Silvia Truu (1922–1990)
- Irma Truupõld (1903–1980)
- Friedebert Tuglas (1886–1971)
- Arnold Tulik (1911–1990)
- Leelo Tungal (1947)
- Jüri Tuulik (1940–2014)
- Ülo Tuulik (1940)
- Liidia Tuulse (1912–2012)
- Tiina Tuvikene (1924–1999)
- Mats Tõnisson (1853–1915)
- August Tõnurist (1869–1943)
- Maniakkide Tänav (1976)
- Jaan Tätte (1964)

## U
- Valev Uibopuu (1913–1997)
- Mihkel Ulman (1956)
- Marie Under (1883–1980)
- Ell Undla (1902–1965)
- Paul Undritz (1854–1897)
- Jaan Undusk  (1958)
- Mati Unt (1944–2005)
- Silvia Urgas (1992)
- Peeter Urm (1949)
- Jaak Urmet (1979)
- Eia Uus (1985)
- Arvo Uustalu (1964)
- Albert Uustulnd (1925–1997)

## V
- Debora Vaarandi (1916–2007)
- Urmas Vadi (1977)
- Tõnis Vaga (1975–2006)
- Aigar Vahemetsa (1936–2007)
- Berk Vaher (1975)
- Irja Vaher (1977)
- Vaapo Vaher (1945)
- Luise Vaher (1912–1992)
- Vaino Vahing (1940–2008)
- Jaan Vahtra (1882–1947)
- Robert Vaidlo (1921–2004)
- Enn Vaigur (1910–1988)
- Jaanus Vaiksoo (1967)
- Peet Vallak (1893–1959)
- Aidi Vallik (1971)
- Mari Vallik (1993)
- Mari Vallisoo (1950–2013)
- Elmar Valmre (1905/1909–1944)
- Edgar Valter (1929–2006)
- Arvo Valton (1935)
- Andres Vanapa  (1924–2004)
- Hannes Varblane (1949)
- Ruth Vassel (1984)
- Georgi Vassiljev (1905–1994)
- Merle Veesalu-Rand (1977–)
- Muia Veetamm (1907–1995)
- Rein Veidemann (1946)
- Rein Vellend (1915–1964)
- Mihhail Veller (1948)
- Ilmar Vene (1951)
- Inga Vennola (1981)
- Marie Verdei (1993)
- Velli Verev (1927–1987)
- Toomas Verrev (1979)
- Mihkel Veske (1843–1890)
- Siim Veskimees (1962)
- Viktor Veskimäe (1902–1967)
- Enn Vetemaa (1936)
- Arno Vihalemm (1911–1990)
- Bernhard Viiding (1932–2001)
- Elo Viiding (Elo Vee) (1974)
- Ine Viiding (1933–1990)
- Juhan Viiding (1948–1995)
- Paul Viiding (1904–1962)
- Arved Viirlaid (1922–2015)
- Eduard Vilde (1865–1933)
- Heiki Vilep (1960)
- Valeeria Villandi (1924)
- Toomas Vint (1944)
- Adrian Virginius (1663–1706)
- Ann Viskar (1882–1940)
- Henrik Visnapuu (1889–1951)
- Juhan Voolaid (1971–)
- Jaan Vorms (1885–1936)
- Heino Väli (1928–1990)
- Katrin Väli (1956)
- Linda-Mari Väli
- Silvi Väljal (1928)
- Kaarel B. Väljamäe (bööma) (1981)
- Vaike Väljaots  (1924–?)
- Elme Väljaste (1952)

## W
- Juhan Weitzenberg (1838–1877)
- Asta Willmann (1916–1984)
- Friedrich Wilhelm Willmann (1746–1819)
- Reinhold Johann Winkler (1767–1815)
- Gustav Wulff (1865–1946)
- Hella Wuolijoki (1886–1954)
- Eduard Ludvig Wöhrmann (1863–1934)

## Õ
- Tõnu Õnnepalu (1962)
- Ervin Õunapuu (1956)
- Elmar Õun (1906–1977)
- Voldemar Õun (1893–1986)

## Ü
- Johannes Üksi (1891–1937)
- Julius Ürt (Indrek Tart, 1946)